# Patricia Sarrapio
Patricia Sarrapio (née le 16 novembre 1982) est une athlète espagnole, spécialiste du triple saut.

## Palmarès
| Date | Compétition                       | Lieu         | Résultat | Marque  |
| ---- | --------------------------------- | ------------ | -------- | ------- |
| 2001 | Championnats d'Europe juniors     | Grosseto     | 8e       | 13,15 m |
| 2006 | Championnats ibéro-américains     | Ponce        | 1re      | 13,82 m |
| 2007 | Universiade                       | Bangkok      | 6e       | 13,81 m |
| 2010 | Championnats ibéro-américains     | San Fernando | 3e       | 14,10 m |
| 2011 | Championnats d'Europe par équipes | Stockholm    | 3e       | 14,10 m |
| 2013 | Championnats d'Europe en salle    | Göteborg     | 5e       | 14,07 m |
| 2018 | Jeux méditerranéens               | Tarragone    | 4e       | 13,85 m |

## Records
| Épreuve     | Épreuve   | Temps   | Lieu     | Date            |
| ----------- | --------- | ------- | -------- | --------------- |
| Triple saut | Plein air | 14,27 m | Valence  | 13 juillet 2019 |
| Triple saut | En salle  | 14,07 m | Göteborg | 3 mars 2013     |